# 고원국
고원국(古爰國)은 고대 한반도에 존재했던 국가로 마한 54소국 중의 하나이다. 삼국지 위지동이전 한전의 내용에 따라 경기도와 충청도 쪽으로 추정되나, 정확한 위치는 알 수 없다. 3세기경까지 독자적인 성장을 하다가 백제에 복속되었다.

## 같이 보기
- 한국의 지명